# エゾハルゼミ
エゾハルゼミ（蝦夷春蝉、蝦夷春蟬、学名:Yezoterpnosia nigricosta (Motschulsky,1866)）は、カメムシ目（半翅目）セミ科ハルゼミ属に分類されるセミの一種。特徴的な鳴き声を持つ小型のセミで、ブナ林などの落葉広葉樹林に生息する。

## 形態
体長はオス31-33mm、メス22-24mmほど。体色は全体的に黄褐色だが、頭部・胸部はやや緑色を帯び、黒い線や斑紋の模様がある。同属のハルゼミより色が淡く、ハルゼミというよりむしろヒグラシを小さくしたような外見をしている。

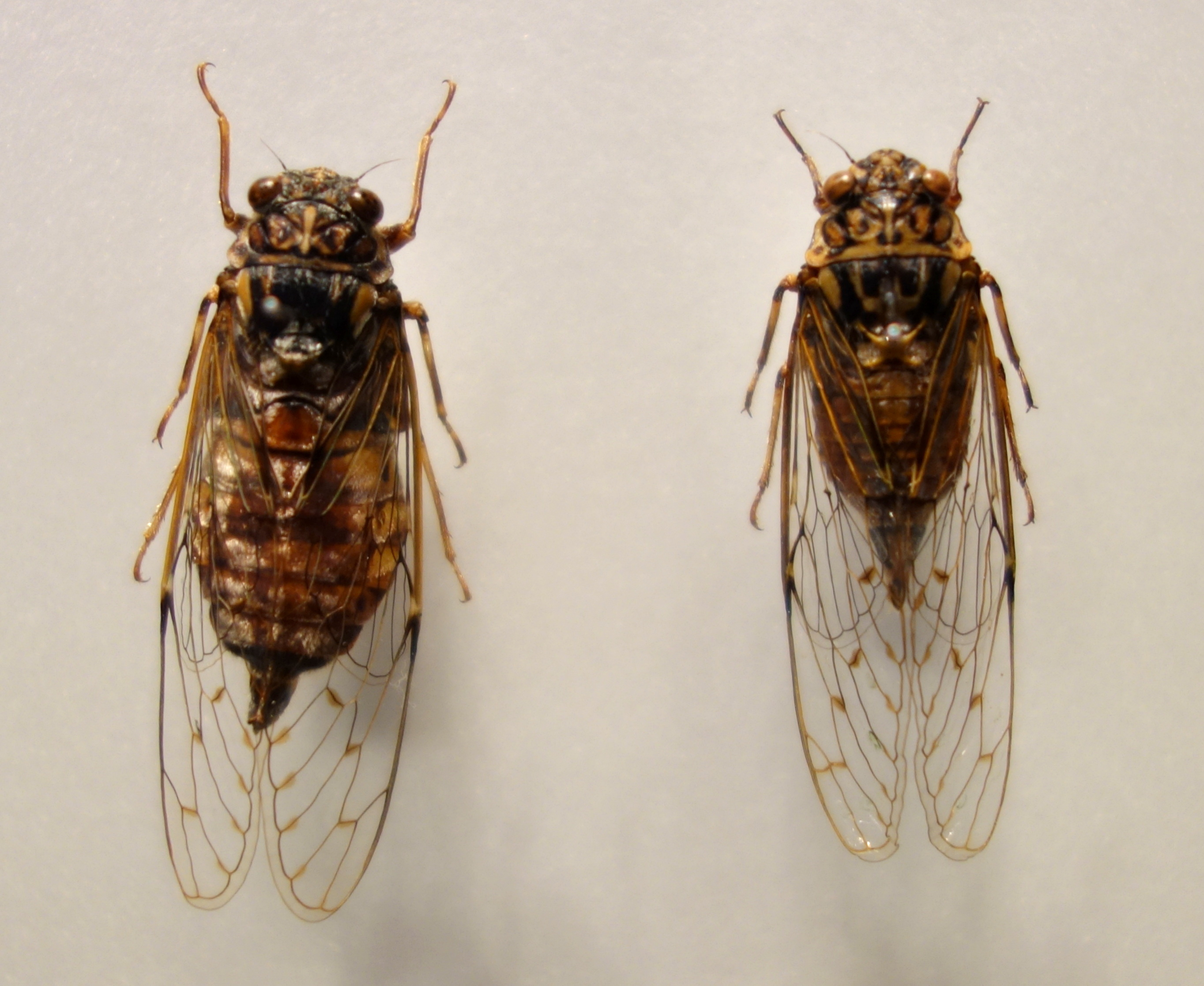
標本（左:オス、右:メス）

## 生態
冷涼な地域の、ブナなどで構成された落葉広葉樹林に生息する。成虫はハルゼミより少し遅く、5月下旬から7月にかけて発生する。オスの鳴き声は「ミョーキン・ミョーキン・ケケケケ…」あるいは「オーギィー・オーギィー・オーギィーォ・キギギギギギギ」と聞こえる。アイヌ語では「ヤキ」と呼ばれるが、これは鳴き声からきた名前である。
広葉樹林の伐採やそれに代わるスギ、ヒノキの植林などで生息域が減少している。特に西日本では少ない生息地がさらに狭まっており、各都府県で独自に作成したレッドデータブックでは絶滅危惧種として記載している所が多い。

## 分布
北海道・本州・四国・九州、日本以外では中国にも分布する。和名に「エゾ」（蝦夷）とあるように、日本産のセミとしては北方系で、西日本の分布は標高の高い山地に限られる。生息南限は鹿児島県・宮崎県境の霧島山、鹿児島県の紫尾山とされている。また、西日本の生息地ではコエゾゼミ Auritibicen bihamatus と同所的に見られる。北海道では多くの地域でメジャーなセミで、最盛期には森林や低山帯で無数の鳴き声が聞かれる。またこのセミはヒグラシのようなセミで、純粋な森林性であるため、市街地で鳴き声が聞かれることは少ない(道東では街中でもある程度発生しているが、基本的にこのセミは森のセミである)。北海道ではエゾハルゼミのほかにエゾゼミやコエゾゼミも生息するが、これらのセミもやはり森林性のため、北海道の市街地では一年を通じてセミの鳴き声はほとんど聞こえない。なお、札幌市の郊外など一部の地域では市街地でもコエゾゼミが年々少しずつ増えているという報告もある。